# Салихов, Гатаулла Салихович
Гатаулла Салихович Салихов (1 января 1924, Нижняя Ура, Мамсинская волость, Арский кантон, Татарская АССР, РСФСР, СССР — 16 февраля 2012, Москва) — старший лейтенант Рабоче-крестьянской Красной Армии, участник Великой Отечественной войны, Герой Советского Союза (1943).

## Биография
Гатаулла Салихов родился 1 января 1924 года в деревне Нижняя Ура (ныне — Арский район Татарстана), РСФСР. Татарин. С 1930 года проживал в городе Ургенч Хорезмской области Узбекской ССР, в 1941 году окончил там 10 классов школы.  

Великая Отечественная война
В сентябре 1942 года Салихов был призван на службу в Рабоче-крестьянскую Красную Армию. Место призыва: Ургенчский городской военкомат Хорезмской области Узбекской ССР (источник: pamyat-naroda.ru). В феврале 1943 года окончил ускоренный курс Ташкентское пехотное училище. С апреля 1943 года — на фронтах Великой Отечественной войны.
К июлю 1943 года сержант Гатаулла Салихов командовал отделением 518-го стрелкового полка 129-й стрелковой дивизии 63-й армии Брянского фронта. Отличился во время Курской битвы. 12 июля 1943 года во время штурма вражеских позиций у села Вяжи Залегощенского района Орловской области Салихов заменил собой выбывшего из строя командира роты и поднял её в атаку. В том бою он получил ранение в ногу, но продолжал сражаться. В бою за село Сетуха того же района Салихов лично подорвал гранатой немецкий блиндаж. Всего же в тех боях он уничтожил более 40 солдат и офицеров противника.
Указом Президиума Верховного Совета СССР от 27 августа 1943 года за «мужество и героизм, проявленные в боях», сержант Гатаулла Салихов был удостоен высокого звания Героя Советского Союза с вручением ордена Ленина и медали «Золотая Звезда» за номером 1238. Был также награждён орденами Отечественной войны 1-й степени и Красной Звезды, рядом медалей.
В декабре 1943 года был тяжело ранен в голову и руку, до мая 1944 года находился на лечении в госпитале в г.Москве. В октябре 1944 года окончил курсы «Выстрел».  
В октябре 1944 – мае 1945 – командир роты 97-го гвардейского стрелкового полка (3-й Белорусский фронт). Участвовал в Гумбинненской, Инстербургско-Кёнигсбергской, Кёнигсбергской и Земландской операциях. 15 апреля 1945 года был контужен.

Послевоенные годы
После войны Гатаулла Салихов продолжал службу в пехоте командиром роты (на территории нынешней Калининградской области). С сентября 1945 года старший лейтенант Г.С.Салихов – в запасе.
В 1946-1947 – заместитель председателя артели имени М.Горького по массовой работе (город Ургенч Хорезмской области, Узбекистан). Летом 1947 года переехал в Москву. В 1947-1948 – заместитель председателя артели «Художественные краски» по массовой работе и по кадрам, в 1948-1951 – мастер оформительского цеха артели «Художник».
В 1951-1952 – художник-оформитель Художественно-производственной мастерской Всесоюзного общества по распространению политических и научных знаний, в июле-декабре 1952 – старший мастер оформительского цеха объединения «Мособлхудожник», в 1952-1953 – макетчик-акрилатчик художественно-оформительской мастерской Всесоюзной сельскохозяйственной выставки.
В 1953-1956 – художник и начальник художественного цеха Специальной мастерской уникальных наглядных пособий Московского государственного университета. В 1956-1959 – художник-макетчик комбината «Продоформление», в 1959-1960 – художник-оформитель Художественно-оформительского комбината треста внешнего оформления и рекламы. В 1960-1962 – художник-макетчик мастерской архитектурного оформления и художественного ремесла при Московском архитектурном институте.
В 1962-1967 – руководитель группы отдела объёмного проектирования проектного института «Промэнергопроект», в 1967-1969 – макетчик в проектном институте «Гипровуз». В 1969-1979 – главный инженер проекта в проектном институте «Промэнергопроект», в 1979-1985 – заместитель начальника отдела Всесоюзного научно-исследовательского проектного института «Энергопром». В 1988-1991 годах работал макетчиком в проектном институте «Союзводоканалпроект».
Гатаулла Салихов умер 16 февраля 2012 года в Москве; похоронен на Преображенском кладбище.

## Награды
Капитан (2000). 
Награждён орденами Ленина (27.08.1943), Отечественной войны 1-й степени (11.03.1985), Красной Звезды (29.07.1943), медалями.

## Память
Его именем названа улица в городе Набережные Челны (Татарстан) в Набережных Челнах.
В 2024 году установлена памятная доска на доме в Москве по адресу улица Миклухо-Маклая, 22, в котором Салихов жил с 1982 по 2012 годы.